# Harvey James Alter
Harvey James Alter (Nueva York, 12 de septiembre de 1935) es un médico y virólogo estadounidense. Se hizo acreedor, en el 2020, al Premio Nobel en Fisiología o Medicina por la «contribución decisiva a la lucha contra la hepatitis de transmisión sanguínea», con el «descubrimiento del virus de la hepatitis C», junto con Michael Houghton y Charles M. Rice.

## Carrera
Alter tiene una licencia médica emitida por el Distrito de Columbia. Además, tiene la certificación de la subespecialidad de bancos de sangre de la Junta Estadounidense de Patología y es miembro del Colegio Estadounidense de Médicos. Los nombramientos clínicos incluyen: director de investigación en hematología en el Hospital de la Universidad de Georgetown desde julio de 1966 hasta junio de 1969; investigador principal del Departamento de Medicina Transfusional de los Institutos Nacionales de la Salud (NIH ) desde julio de 1969 hasta la actualidad; jefe de la sección de enfermedades infecciosas del departamento de medicina transfusional del Centro Clínico NIH desde diciembre de 1972 hasta la actualidad; director asociado de investigación en el departamento de medicina transfusional del Centro Clínico de los NIH desde enero de 1987 hasta el presente.
Los nombramientos académicos de Alter incluyen: profesor clínico asociado de medicina en el Hospital de la Universidad de Georgetown; Profesor adjunto de la Fundación Southwest para la Investigación Biomédica en San Antonio, TX; profesor clínico de medicina en el Hospital de la Universidad de Georgetown; y un puesto de profesor en el Programa de Capacitación en Investigación Clínica en los NIH.
Alter llegó al Centro Clínico de los NIH como investigador principal en 1969. Permanece en el NIH como jefe de la sección de enfermedades infecciosas y director asociado de investigación en el departamento de medicina transfusional.

## Investigaciones médicas
Como joven investigador en 1964, Alter co-descubrió el antígeno  Australia con Baruch Blumberg. Este trabajo fue un factor importante en el aislamiento del virus de la hepatitis B. Más tarde, Alter dirigió un proyecto del Centro Clínico para almacenar muestras de sangre que se utilizan para descubrir las causas y reducir el riesgo de hepatitis asociada a transfusiones. Con base en su trabajo, Estados Unidos inició programas de detección de sangre y de donantes que redujeron la causa de la hepatitis debido a este riesgo del 30 % en 1970 a casi el 0%.
A mediados de la década de 1970, Alter y su equipo de investigación demostraron que la mayoría de los casos de hepatitis postransfusional no se debían a los virus de la hepatitis A y B. El trabajo de Alter, en colaboración con Bob Purcell, y el trabajo de Edward Tabor trabajando simultáneamente en otro laboratorio, demostraron a través de estudios de transmisión en chimpancés que una nueva forma de hepatitis, inicialmente llamada "hepatitis no A, no B" causó las infecciones. Este trabajo finalmente condujo al descubrimiento del virus de la hepatitis C. En 1988, el grupo de Alter confirmó el nuevo virus de la hepatitis al verificar su presencia en su panel almacenado de muestras NANBH. En abril de 1989, el descubrimiento del virus no A, no B, rebautizado como virus de la hepatitis C, se publicó en dos artículos en Science.